# Pierre Besnard
Pierre Besnard (Montreuil-Bellay, 8 de octubre de 1886 - Bagnolet, 19 de febrero de 1947) fue un anarcosindicalista francés. Cartero de los ferrocarriles, fue cofundador de la Confederación General del Trabajo-Sindicalista Revolucionario en 1926, y luego de la Confederación Nacional del Trabajo  en 1926.

## Biografía
En 1909, comenzó una carrera en los Ferrocarriles Estatales en Chinon. Luego se unió a la Federación de Trabajadores Ferroviarios, de la que se convirtió en secretario para la región de París el 4 de mayo de 1920. Luego fue destituido por su participación en las principales huelgas de 1920.
En 1921 se convirtió en secretario general de los Comités Sindicalistas Revolucionarios, en sustitución de Pierre Monatte. En la reunión de la minoría de la Confederación General del Trabajo en diciembre de 1921, defendió, junto con Gaston Monmousseau, una moción de ruptura inmediata, frente a Pierre Monatte, partidario de la temporización. Sin embargo, en el I Congreso de la Confederación General del Trabajo Unitario en Saint-Étienne (25 de junio-1 de julio de 1922), Besnard y sus amigos se encontraron en minoría frente a los partidarios de la Internacional Comunista. Besnard también se retiró de la ejecutiva de la Asociación Internacional de Trabajadores, en la que había participado.
Besnard trató entonces de reagrupar a toda la oposición a la dirección de la Confederación General del Trabajo Unitario. Ante el fracaso de este intento, participó en la creación de la Confederación General del Trabajo-Sindicalista Revolucionario, de la que llegó a ser secretario general en 1929.
Durante la Guerra Civil Española participó en la creación de comités sindicalistas anarquistas para la defensa del proletariado español.
Durante la Segunda Guerra Mundial se refugió en el sur de Francia.
Después de la guerra, retomó sus actividades sindicales y participó notablemente en la creación de la Confederación Nacional del Trabajo de Francia, pero murió algunos meses después.
Fue incinerado y su urna funeraria reposa en el columbario 10.759 del cementerio de Père-Lachaise.

## Legado
En Francia los anarcosindicalistas de la Federación Anarquista crearon el grupo Pierre-Besnard, federado con la organización antes mencionada.

## Obras
- Les syndicats ouvriers et la révolution sociale, Paris, 1930.
- Le monde nouveau, Organisation d'une société anarchiste, CGT-SR, 1934.
- L'éthique du syndicalisme, CGT-SR, 1936.

### Artículos
- Grève, Encyclopédie anarchiste, iniciada por Sébastien Faure, 1925-1934, leída en línea .
- Action directe, Encyclopédie anarchiste, 1925-1934, [ leer en línea ] .